# August von Nagel-Doornick
August Freiherr von Nagel-Doornick (* 31. August 1799 in Münster; † 20. Februar 1839 ebenda) war ein deutscher Rittergutsbesitzer und Politiker aus der Linie Ostenfelde des Adelsgeschlechtes Nagel.
Von Nagel-Doornick, der katholischer Konfession war, war Rittergutsbesitzer auf Haus Vornholz. Von 1830 bis 1837 war er als Vertreter des Fürsten Florentin zu Salm-Salm Abgeordneter im Provinziallandtag der Provinz Westfalen. Sein Sohn Clemens August von Nagel-Doornick (1835–1900) wurde ebenfalls Provinziallandtagsabgeordneter.